# Giasemakis Giasoumi
Giasemakis Giasoumi (auch Yiasoumis Yiasoumi, griechisch Γιασεμάκης Γιασεμή; * 31. Mai 1975 in Larnaka) ist ein ehemaliger zyprischer Fußballspieler. Giasoumi spielte bei Enosis Neon Paralimni, APOEL Nikosia, PAOK Saloniki, Aris Limassol, Ethnikos Achnas und AEK Larnaka. Der Mittelstürmer war außerdem von 1998 bis 2009 Spieler der zyprischen Fußballnationalmannschaft, für die er zwischen 1999 und 2009 bei 62 Einsätzen sieben Tore erzielte.